# Dusona perditor
Dusona perditor là một loài tò vò trong họ Ichneumonidae.